# Абу Тахирходжа Самарканди
Абу́ Тахирходжа́ Самарканди́ (перс. ابو طاهر خواجه سمرقندی‎), полное имя Мир Абу Тахир ибн Кази Абу Саид Садр Самарканди — учёный, историк и писатель XIX века.
Родился в Самарканде, работал в одном из медресе Самарканда, перед походом К.Кауфмана в 1868 году бежал в Бухару, умер в 1874 году в Кермине.
Известен как автор книги «Самария» (перс. سمريه‎, полное название: «Самария дар баян-и аусаф-и табии ва мазарат-и Самарканд») на персидском языке, в котором подробно описывается легендарная история Самарканда, его архитектурные памятники, его география, климат и природа. Также Абу Тахирходжа Самарканди известен как автор книги «Ахлак-и Музаффари» (перс. اخلاق مظفری‎), который рассказывает о личности восьмого эмира Бухарского эмирата — Музаффара